# 向ケ丘 (塩竈市)
向ケ丘（むかいがおか）は宮城県塩竈市の町丁。郵便番号は985-0065。人口は691人、世帯数は289世帯（2024年1月31日現在）。丁目の設定のない単独町名である。全域で住居表示が実施されている。

## 地理
塩竈市の西部、宮城郡利府町との境界付近に位置する。北を利府町加瀬・月見ケ丘と、西を大日向町と、南を白菊町と、東を権現堂と接する。西の境界には都市計画道路玉川向ケ丘線が通っている。当地区から赤坂へ至る都市計画道路北浜沢乙線の未開通区間については、2018年（平成30年）に「概ね10年以内に整備」との計画が宮城県によって示されている。
都市計画法上の用途地域では第一種住居地域、第二種住居地域に分類される。

## 歴史

### 年表
- 1964年（昭和39年）5月1日 - 住居表示が施行され、向ケ丘が誕生する[5]。

### 町名の変遷
町名の変遷は以下の通りとなる。
| 変更後 | 変更後         | 変更前の区域 | 変更前の区域 | 変更日                   |
| 自治体 | 町丁           | 自治体       | 字           | 変更日                   |
| ------ | -------------- | ------------ | ------------ | ------------------------ |
| 塩竈市 | 向ケ丘（新設） | 塩竈市       | 字大日向     | 1964年（昭和39年）5月1日 |
| 塩竈市 | 向ケ丘（新設） | 塩竈市       | 字権現堂     | 1964年（昭和39年）5月1日 |

## 世帯数と人口
2023年（令和5年）12月1日現在の世帯数と人口は以下の通りとなる。
| 町丁   | 世帯    | 人口  |
| ------ | ------- | ----- |
| 向ケ丘 | 289世帯 | 691人 |
| 計     | 289世帯 | 691人 |

## 小・中学校の学区
小・中学校の学区は以下の通りとなる。
| 町丁   | 字・番地 | 小学校         | 中学校     |
| ------ | -------- | -------------- | ---------- |
| 向ケ丘 | 全域     | 月見ヶ丘小学校 | 玉川中学校 |

## 施設

### 公共
- 向ケ丘コミュニティセンター（向ケ丘18-1）

#### 公園
- 向ケ丘児童遊園地（向ケ丘150-42）
- 向ケ丘第1公園（向ケ丘20-38）
- 向ケ丘第2公園（向ケ丘29-11）

#### 墓地
- 仙塩丘の上霊園（向ケ丘25-9）
- 塩竈向ケ丘霊苑（向ケ丘156-6地内）

## 交通

### 鉄道
- 地区内に鉄道は通っていない。最寄り駅は■東北本線の塩釜駅。

### バス
- ミヤコーバス
  - 利府線（509・510・511・512・566・595系統）
    - 向ケ丘
- Newしおナビ100円バス
  - 青バス便 南西部コース
    - 向ケ丘

  - 白バス便 西部コース
    - 向ケ丘

### 道路

#### 一般国道
- 地区内に一般国道は通っていない。

#### 一般県道
- 地区内に一般県道は通っていない。

#### 都市計画道路
- 3･4･111 玉川向ケ丘線[6]
- 3･4･103 北浜沢乙線（予定）[6][7]